# Josep Gassiot i Matas
Josep Gassiot i Matas (Barcelona, 5 de maig de 1941) és un enginyer i empresari català especialitzat en el sector de la construcció. Amb formació en enginyeria química i industrial, Gassiot ha destacat per la seva tasca en la rehabilitació i millora d'edificacions i per la seva contribució a diverses organitzacions empresarials del sector. Actualment, és president de la Confederació Catalana de la Construcció.

## Biografia
Va estudiar enginyeria química a l'Institut Químic de Sarrià (IQS), on es va graduar el 1963. Posteriorment, va obtenir la titulació d'enginyer industrial el 1996. Durant la seva etapa universitària, Gassiot va ser actiu en moviments culturals i polítics catalanistes i antifranquistes.
Professionalment, es va especialitzar en materials de construcció al grup empresarial Texsa, on va contribuir a la normalització de nous materials i a l'expansió de l'empresa.
El 1989 va fundar RehacSA, empresa especialitzada en patologia de la construcció, rehabilitació i millora d'edificis, i de la qual va ser director general fins al 2015. També va ser professor associat a la Facultat d'Economia de l'IQS de la Universitat Ramon Llull i al Màster de Gestió de l'Empresa Industrial del mateix centre.
Gassiot ha estat president del Gremi de Constructors de Barcelona i Comarques (2017-2023). Des del 2020, presideix la Confederació Catalana de la Construcció i és vocal del Consell Assessor d'Infraestructures de Catalunya.